# Malin Altherr
Malin Altherr (født 14. februar 2003) er en kvindelig schweizisk håndboldspiller, der spiller for LC Brühl Handball og Schweiz' kvindehåndboldlandshold, som højre back.

## Meritter
- Spar Premium League:
  - Guld: 2019
- SuperCupsieger:
  - Guld: 2017, 2019